# Wバンド
Wバンドは75-110GHz（波長2.7-4mm）の範囲の電磁スペクトルのマイクロ波部分。IEEEのVバンド(40–75 GHz)の上にあり、NATO指定のMバンド(60–100 GHz)と一部重複している。衛星通信、ミリ波レーダー研究、軍事レーザー標的、追跡アプリケーションに使われており、非軍事用途でも使われている。

## レーダー
隠された武器を検出するための多くの受動ミリ波カメラが94GHzで動作している。ACCレーダーには約77GHzの周波数が使われている。94GHzの大気のラジオウィンドウは天文学、防衛、安全保障の応用上でのミリ波レーダー応用のイメージングに使われている。

## 熱線
ミリ波を使用して人間の皮膚の薄い層を耐えられないほど熱い温度に加熱し、標的とした人を遠ざける致命傷は負わせない武器がある。95GHz集束ビームの2秒バーストは皮膚を0.4mmの深さで54℃の温度に加熱する。アメリカ空軍と海兵隊は現在このタイプのActive Denial Systemを使用している。

## 通信
通信機能の観点からでは、高高度や宇宙で使用される場合高いデータ速度スループットを提供する（Wバンドの71–76 GHz / 81–86 GHzの部分は国際電気通信連合により衛星サービスに割りあてられている）。より低い周波数ではスペクトルおよび軌道が過密が増しているため、商用衛星事業者にのWバンドの衛星割り当てへの興味は高まっている。しかし未だ商用プロジェクトはこれらのバンドでは行われていない。